# Ели Хасид Фернандес
Ели Хасид Фернандес (на френски: Élie Hassid Fernandez; на гръцки: Ελί Χασσίδ Φερνάντεζ или Φερνάντες) е гръцки инженер и архитект, съавтор на много сгради в град Солун от началото на XX век. Участва във възстановяването на Солун след пожара в града в 1917 година, който значително променя облика му.

## Биография
Роден е в Солун. Учи в Екол Сентрал в Париж. Работи заедно с Ели Модиано и предимно с Жозеф Плебер по много сгради в Солун.